# Yoshimura Tadao
Yoshimura Tadao (japanisch 吉村 忠夫; geboren 1898 in der Präfektur Fukuoka; gestorben 17. Februar 1952 in Tokio) war ein japanischer Maler der Nihonga-Richtung.

## Leben und Werk
Yoshimura Tadao machte 1919 seinen Abschluss an der „Tōkyō bijutsu gakkō“ (東京美術学校), einer der Vorläufereinrichtungen der heutigen Universität der Künste Tokio im Fach Nihonga. Seine Lehrer war Matsuoka Eikyū.
Yoshimura entwickelte, ausgehend vom Yamato-e, eine neue Art der Historienmalerei. Er stellte hauptsächlich auf der Ausstellungsreihe „Teiten“ aus, so 1922 auf der 4. „Teiten“ das Bild „Seigin ryoku?“ (清吟緑觴), auf der 7. das Bild „Tachibana Daijorō“ (多至波奈大女郎) einer Prinzessin aus der Asuka-Zeit, auf der 8. das Bild „Mochi no tsukiyo“ (望の月夜) – „Mondnacht der Hoffnung“, sie erhielten eine besondere Auszeichnung. Auf der 9. „Teiten“ reichte er „Mokuren“ (木蘭) – „Magnolien“ ein und konnte ab da juryfrei ausstellen. Nach dem Bild „Wakō kumpū“ (和光薫風) auf der 11. „Teiten“ 1929 wurde er Mitglied des Organisationsausschusses. Eine Funktion, die er gelegentlich auch später ausübte.
1931 war Yoshimura auf der „Ausstellung japanische Malerei“ in Berlin zu sehen. Er ist bekannt dafür, dass er als einer der ersten sich mit dem Studium der klassischen Kunstgegenstände im Shōsō-in, dem Schatzhaus des Kaisers Shōmu (701–756) beschäftigte. Nach Matsuokas Tod übernahm er die Leitung des „Kokuga-in“ (国画院) und organisierte Ausstellungen zum Yamato-e. 1929 beteiligte er sich an der Gründung des „Nihonga-in“ (日本画院). In den späteren Jahren beschäftigte er sich auch mit der Ausmalung von Bühnenhintergründen im Stil eines dekorativen Yamato-e.